# HUNTER CLUB
HUNTER CLUB（ハンター・クラブ）は、新日本プロレスのユニットである。

## 概要
2016年4月、長期ケガからの復帰戦であるINVASION ATTACKでNEVER無差別級6人タッグ王座の獲得後のインタビューでヨシタツが「この調子だったらBULLET CLUB壊滅できるんじゃないっすか」と発言して「HUNTER CLUB」設立を決意して結成。試合会場での応援チャントは「ハンターチャンス」。
結成時、キャプテン・ニュージャパンがメンバーへの加入を志願したがヨシタツが認めず、長らく正式なメンバーがいない状態が続いた。その後、ヨシタツが正式にキャプテンのメンバー加入を拒否した事で離反され、キャプテンがBONE SOLDIERに転身する事件を起こしている。
その後、2016年のWORLD TAG LEAGUEにてヨシタツのパートナーとしてビリー・ガンが参戦してようやく正式なメンバーが加わる事となるが、2017年8月以降はヨシタツ、ビリー共に新日本プロレス参戦が途絶えており、後にヨシタツが新日本との契約を終了して全日本プロレスに入団した事で本ユニットは自然消滅となった。

## メンバー
- ヨシタツ（リーダー）（結成 - ）
- ビリー・ガン （2016年11月5日 - ）

## タイトル歴
新日本プロレス
- NEVER無差別級6人タッグ王座（第5代）（パートナーは棚橋弘至&マイケル・エルガン）

## その他
- 99.9-刑事専門弁護士- - 第5話で榮倉奈々が演じる立花弁護士のプロレス小ネタとして「ハンターチャンス」及び「HUNTER CLUB」が使われる[2]。